# Ivan Rodell

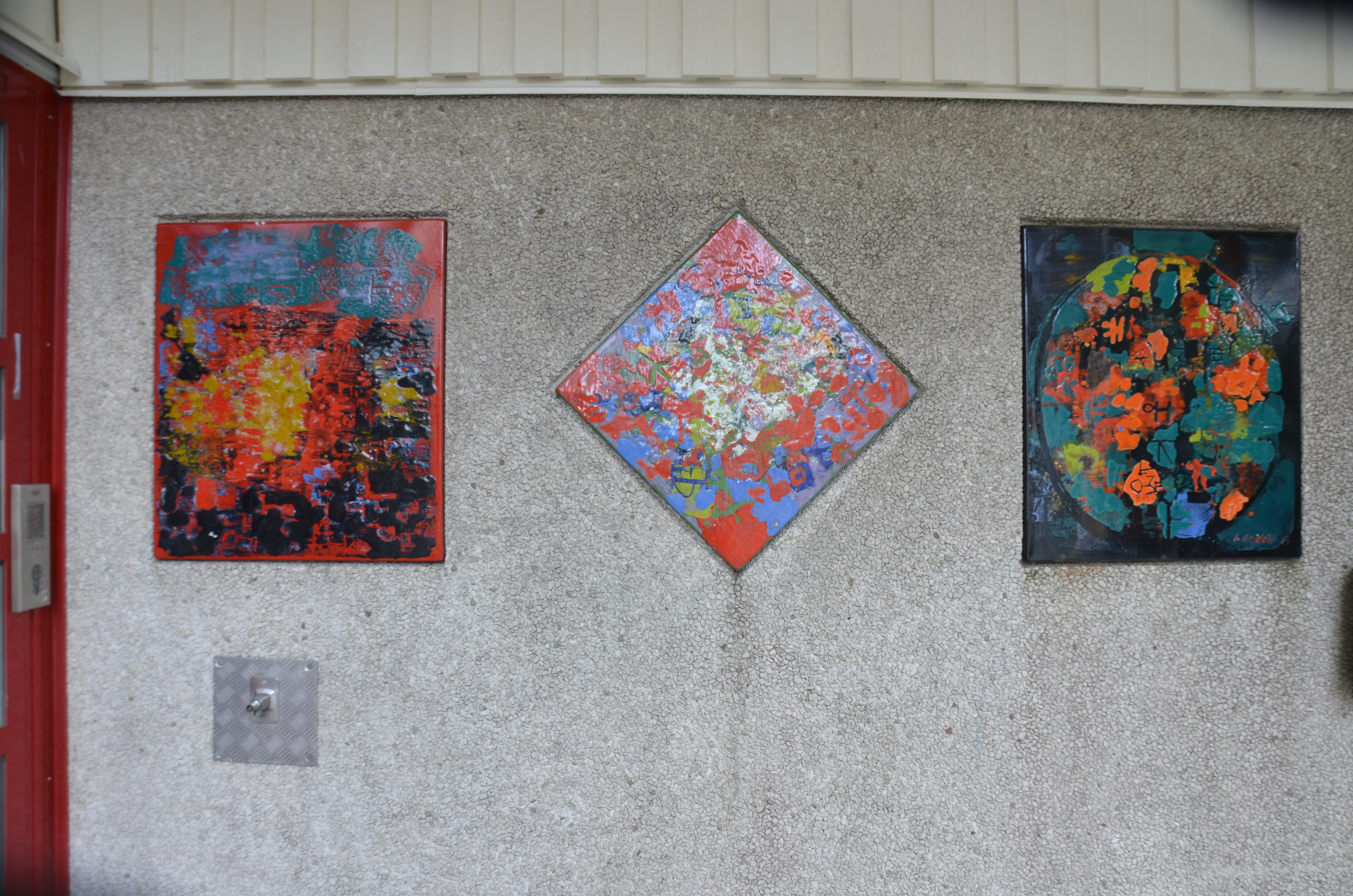
Levande stad på Knäredsgränd 12 i Östberga

Armas Ivan Helge Rodell, född 18 juni 1929 i Gränna, död 1976, var en svensk bildkonstnär.
Han var son till folkskolläraren Ivan Fredrik Rodell och läraren Astrid Emilia Törnvall. Ivan Rodell utbildade sig på Otte Skölds målarskola i Stockholm, Teckningslärarinstitutet inom Konstfack i Stockholm, Kungliga Konsthögskolan i Stockholm och i Paris. 
Ivan Rodell medverkade med emaljmålningar på tre hus i konst på Östbergahöjden 1967-1969.

## Bildgalleri

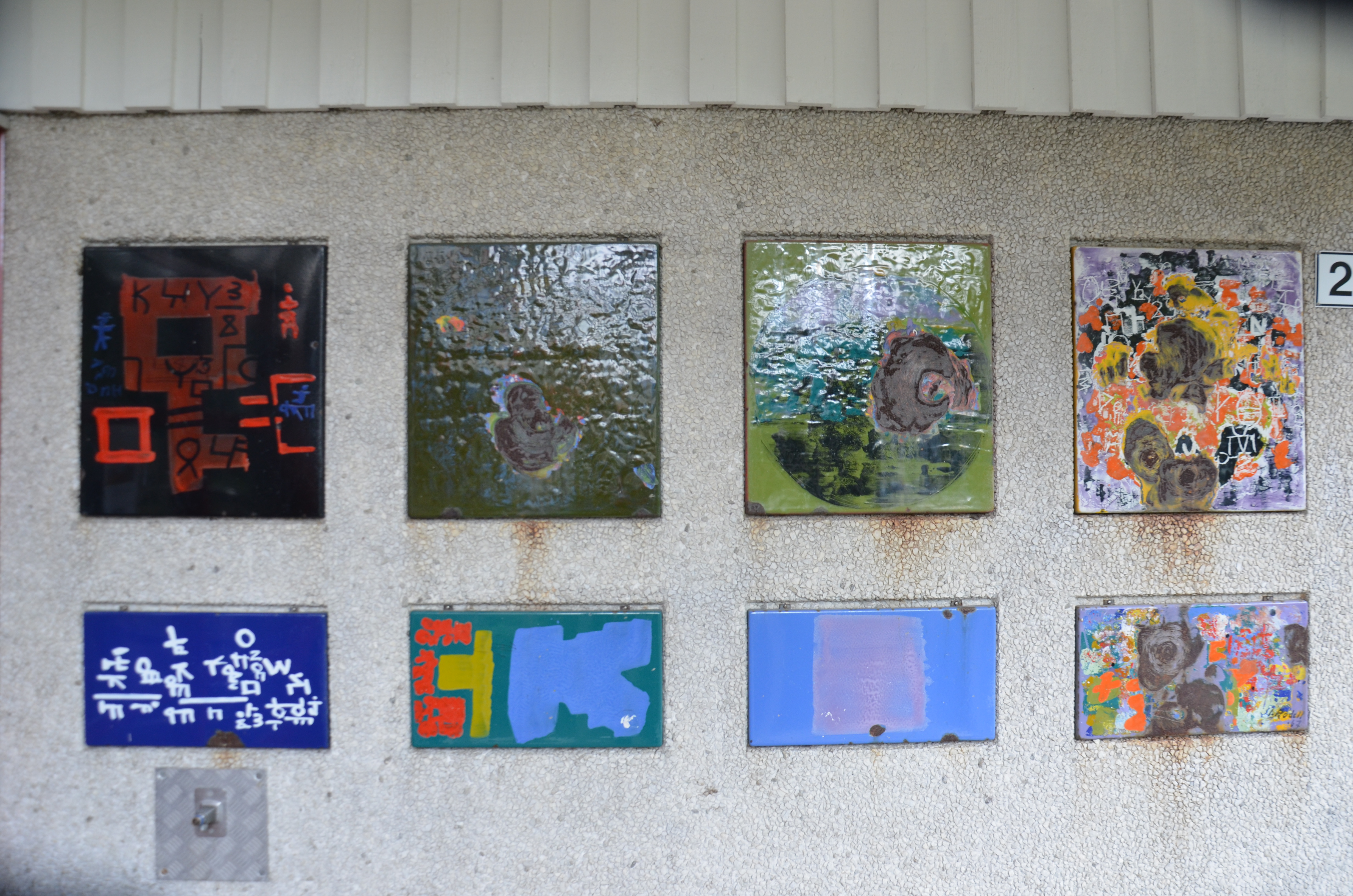
Levande stad på Hebergsgränd 23 i Östberga
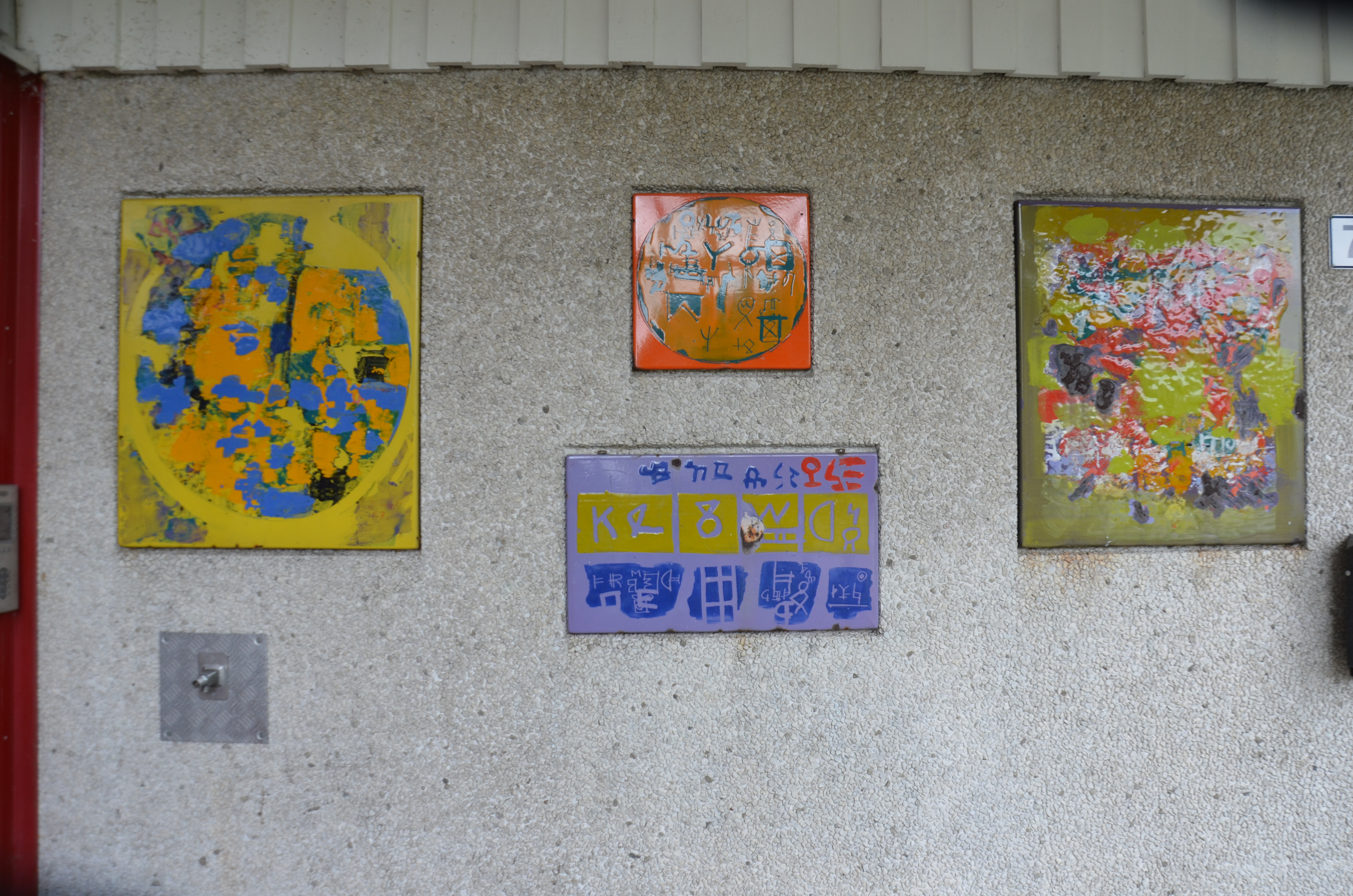
Levande stad på Hebergsgränd 7 i Östberga